# Bertil Löthberg
John Ernst Bertil Löthberg, född 5 oktober 1910 i Klintehamn, Gotlands län, död 28 juni 1981 i Sandviken, Gävleborgs län, var en svensk idrottsintendent och hemvärnschef.

## Biografi
Löthberg var son till provinsialläkaren John Löthberg och Bertha Berglund. Han tog studentexamen i Växjö 1930, reservofficersexamen 1932 och gymnastikdirektörsexamen vid Gymnastiska Centralinstitutet 1935. Löthberg var gymnastiklärare i Falkenberg 1935-1938, i Kungälv 1938-1940 samt var idrottsintendent och hemvärnschef vid Sandvikens jernverks AB från 1941.
Löthberg gifte sig 1935 med Ruth Lindholm (född 1908), dotter till vägbyggmästaren Gustaf Lindholm och Ida Lindgren. Han var far till Ulf (född 1939) och Ulla (född 1943). Löthberg avled 1981 och gravsattes i minneslunden på Gamla kyrkogården i Sandviken.

## Utmärkelser
Löthbergs utmärkelser:
- Hemvärnets förtjänstmedalj (Hv:ftjM)
- Världsmästerskapstävlingarna i fotboll 1958 förtjänstmedalj (VMFM)